# Karang Dagangan
Karang Dagangan is een bestuurslaag in het regentschap Jombang van de provincie Oost-Java, Indonesië. Karang Dagangan telt 2396 inwoners (volkstelling 2010).